# Storängstorpets naturreservat
Storängstorpets naturreservat är ett naturreservat i Norrtälje kommun i Stockholms län.
Området är naturskyddat sedan 2020 och är 89 hektar stort. Naturreservatet ligger väster om Broby herrgård och består av barrblandskog med inslag av lövträd samt några partier av hällmarkstallskog. 